# ریک ده ووئست
 ریک ده ووئست (انگلیسی: Rik de Voest؛ زادهٔ ۵ ژوئن ۱۹۸۰) یک تنیس‌باز اهل ایتالیا است. 